# Col de Joux Plane
De Col de Joux Plane is een bergpas in de Franse Alpen, gelegen in het departement Haute-Savoie. De pas is vooral bekend van wieleretappes in (bijvoorbeeld) de Ronde van Frankrijk. De col is voor het eerst opgenomen in de Ronde van Frankrijk in 1978. De 11 doortochten waren telkens met beklimming vanuit de zuidzijde en aankomst in Morzine. De col vormde in deze etappes de laatste beklimming, 15 km voor de aankomst.
De doortochten als eerste op de col waren voor:
- 1978 ·  Christian Seznec
- 1980 ·  Mariano Martínez
- 1981 ·  Robert Alban
- 1982 ·  Peter Winnen
- 1983 ·  Jacques Michaud
- 1984 ·  Ángel Arroyo
- 1987 ·  Eduardo Chozas
- 1991 ·  Thierry Claveyrolat
- 1997 ·  Marco Pantani
- 2000 ·  Richard Virenque
- 2006 ·  Floyd Landis
- 2016 ·  Jarlinson Pantano
- 2023 ·  Jonas Vingegaard

## Wintersport
In de winter is de Joux Plane een geliefde ski-afdaling, behorend bij het skigebied van Les Gets en Morzine.